# Luis de Morales (bispo)
Luis de Morales (1618 – 1679) foi um prelado católico romano que serviu como bispo auxiliar de Toledo (1661 – 1679).
De Morales nasceu em 1618 em Belmonte, Espanha, e foi ordenado sacerdote na Ordem de Santo Agostinho. No dia 5 de setembro de 1661, foi nomeado durante o papado de Alexandre VII como Bispo Auxiliar de Toledo e Bispo Titular de Troas. Serviu como Bispo Auxiliar de Toledo até à sua morte em 1679.

## Sucessão episcopal
| Sucessão episcopal de Luis de Morales |
| --- |
| Enquanto bispo, foi o principal consagrador de: - Antonio del Buffalo, (1662); - Antonio Rodríguez Castañon, (1662); - Francisco de Seijas Losada, (1664); - Francisco Rodríguez Castañón, (1664); - Benito de Rivas, (1664); - Alfonso Vázquez de Toledo, (1664); e - Diego Ros de Medrano, (1673). |